# Thomas Moore
Thomas Moore (28. května 1779, Dublin, Irsko – 25. února 1852, Sloperton Cottage, Bromham, Wiltshire, Anglie) byl anglický romantický básník irského původu.

## Život
Thomas Moore se narodil v irském Dublinu roku 1779 v rodině ne právě bohatého kupce a vinárníka. Přesto se mu dostalo skvělého vzdělání na dublinské univerzitě Trinity College. Roku 1799 odešel jako advokát do Londýna a zde také pod pseudonymem Thomas Lyttle začal roku 1800 svou literární dráhu volným překladem Anakreóntových básní. Roku 1801 pak vydal své první sebrané verše pod názvem Poetické práce Thomase Littleho (The Poetical Works of Thomas Little).
Roku 1803 se Moore stal úředníkem na Bermudách, kde působil déle než rok a pak se přes USA a Kanadu vrátil zpět do Londýna, kde se již věnoval zcela literatuře. Brzy se jako příjemný zpěvák a duchaplný a jemný společník stal miláčkem londýnských salonů a spřátelil se například s lordem Byronem. Roku 1807 vydal své nejznámější dílo, první řadu Irských melodií (Irish Melodies), vyznačujících se melodičností, vroucností a formální elegancí. Z tohoto desetisvazkového díla je dnes nejznámější irská národní píseň The Minstrel Boy a lyrická Poslední růže léta (1805, The Last Rose of Summer), kterou proslavil především německý skladatel Friedrich von Flotow (1812–1883), když jí zařadil do své opery Marta z roku 1847.
Stejně výborný jako lyrik byl Moore i jako satirik, když ve svých tzv. hanopisech (lampoons) s krutou ironií kritizoval různé společenské nešvary, ale také například útisk Irů.
Po svém sňatku s mladou herečkou Bessií Dyleovou roku 1811 žil Moore ponejvíce na venkově, kde i roku 1852 zemřel.

## Dílo
- Poetické práce Thomase Littleho (1801, The Poetical Works of Thomas Little), básnická prvotina,
- Epištoly, ódy a jiné básně (1806, Epistles, Odes a nd other Poems),
- Irské melodie (1808–1834, Irish Melodies), desetisvazkové dílo, která silně zapůsobilo na irské národní obrození a ve kterém básník v malých umělecky vycizelovaných a často melancholických číslech poetizuje krásu, něhu, stesk i heroismus rodného ostrova.
- Laciný poštovní pytel (1813, The Twopenny Post Bag), knižní vydání autorových hanopisů,
- Národní písně (1815, National airs)
- Posvátné zpěvy (1816–1824, Sacred Songs),
- Lalla Rookh (1817), cyklus čtyř lyricko-epických básnických orientálních povídek, jedna z nich, Ráj a Peri (Paradise and the Peri) se stala námětem stejnojmenného oratoria Roberta Schumanna, op. 50 z roku 1843.
- Zmatená rodina v Paříži (1818, The Fudge Family in Paris), satira,
- Láska Andělů (1823, The Loves of Angels), biblická fantazie napsaná pod vlivem Byronovým,
- Paměti kapitána Rocka (1824, The Memoirs of Captain Rock), irský román,
- Život Sheridanův (1825, Memoirs of the Life of Sheridan), životopis dramatika Richarda Brinsleyho Sheridana,
- Epikurejec (1827, The Epicurean), antický román,
- Dopisy a deníky lorda Byrona s poznámkami o jeho životě (1830, Letters and Journals of Lord Byron, with Notices of his Life), životopis napsaný na základě pamětí lorda Byrona, které měl Thomas Moore po básníkově smrti vydat, ale ze kterých z obavy před indiskretností velkou část zničil.

## Česká vydání
- Lalla Rookh, Praha: Jan Otto 1895–1898, přeložil František Krsek, tři části,
- Moderní básníci angličtí, Praha:  Josef R. Vilímek 1898, přeložil Jaroslav Vrchlický, obsahuje 15 básní – online na Wikisource.
- Irské melodie, Praha: Alois Wiesner 1899, přeložil Gustav Dörfl, výbor. Dostupné online